# Maria Blasco

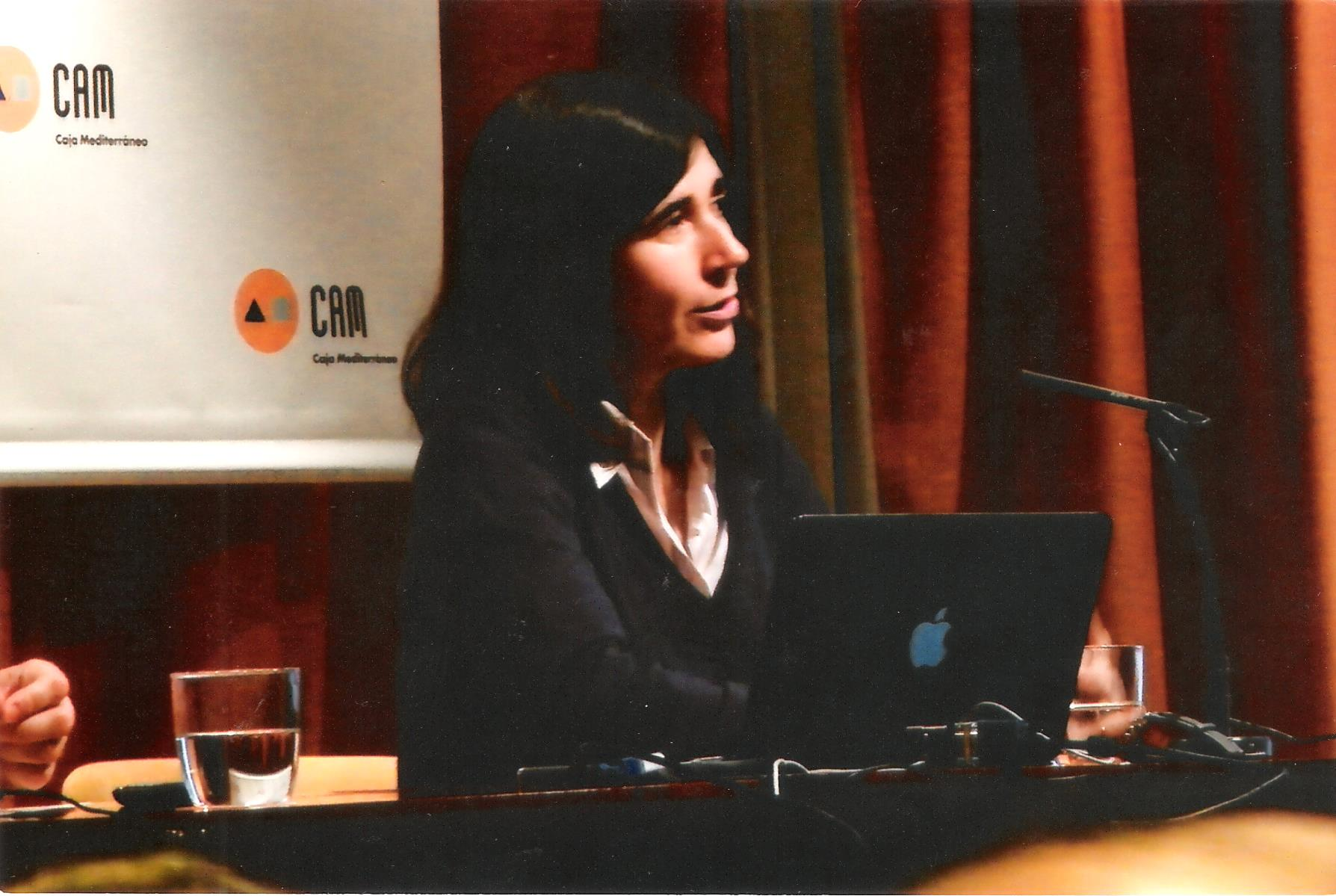
Maria Blasco (2012)

Maria Blasco (* 1965 in Alicante, Spanien) ist eine spanische Molekularbiologin. Blasco hat sich als Wissenschaftlerin durch Pionierarbeiten auf dem Gebiet der Telomere (die Endstücke von Chromosomen) und der Telomerasen (Enzyme, die bei Zellteilungen aktiv werden) ausgezeichnet. Ihre Erkenntnisse versprechen neue Wege in der Krebstherapie; sie könnten auch helfen, das Lebensalter von Zellen – und damit möglicherweise auch das des Menschen – zu verlängern.

## Biografie
Blasco studierte an der Autonomen Universität Madrid Biochemie und Molekularbiologie und wurde 1993 promoviert. Anschließend war sie bis 1996 Postdoc am Cold Spring Harbor Laboratory (New York) und kehrte 1997 nach Spanien zurück. Am Nationalen Krebsforschungszentrum (CNIO) in Madrid leitet Blasco seit 2003 die Forschungsgruppe für Molekulare Onkologie. Seit 2005 ist sie Vizedirektorin.
2006 wurde sie zum Mitglied der Academia Europaea gewählt.

## Auszeichnungen
Für ihre Forschungsarbeiten erhielt Blasco zahlreiche Preise und Auszeichnungen. 2003 wurde sie mit dem Dr. Josef Steiner Krebsforschungspreis ausgezeichnet, 2004 mit der EMBO Gold Medal. Im Jahr 2008 erhielt sie in Hamburg den mit 750.000 € dotierten Körber-Preis für die Europäische Wissenschaft.

## Einzelnachweis
1. ↑  Eintrag auf der Internetseite der Academia Europaea.

| Personendaten    | Personendaten               |
| ---------------- | --------------------------- |
| NAME             | Blasco, Maria               |
| KURZBESCHREIBUNG | spanische Molekularbiologin |
| GEBURTSDATUM     | 1965                        |
| GEBURTSORT       | Alicante                    |